# Oleh Liachko
Oleh Valeriovitch Liachko (en ukrainien : Оле́г Вале́рійович Ляшко́, son prénom est souvent transcrit Oleg en français), né le 3 décembre 1972, est un homme politique ukrainien.

## Biographie
Dirigeant du Parti radical, il est candidat à l’élection présidentielle anticipée de 2014, où il obtient 8,3 % des suffrages exprimés.
Christopher J. Miller du Kyiv Post affirme dans un article qu'un groupe paramilitaire soutenu par Oleh Liachko s'est rendu coupable de l’assassinat de deux séparatistes à la mairie de Torez dans l'oblast de Donetsk.
Amnesty International publie un rapport en date du 6 août 2014 qui dénonce l'impunité dont bénéficient les groupes d'autodéfense loyalistes pro-Kiev, notamment celui dirigé par Liachko, lesquels pratiquent des enlèvements et des mauvais traitements et se filment durant leurs méfaits,.
De nouveau candidat lors de l'élection présidentielle ukrainienne de 2019, il obtient 5,5 % des voix.
Lors des élections législatives de 2019 Liachko perd son siège de député et son parti ne recueille qu'1 % des voix, n'atteignant pas le seuil des 5 % pour être représenté à la rada.